# Frente de choque de terminación

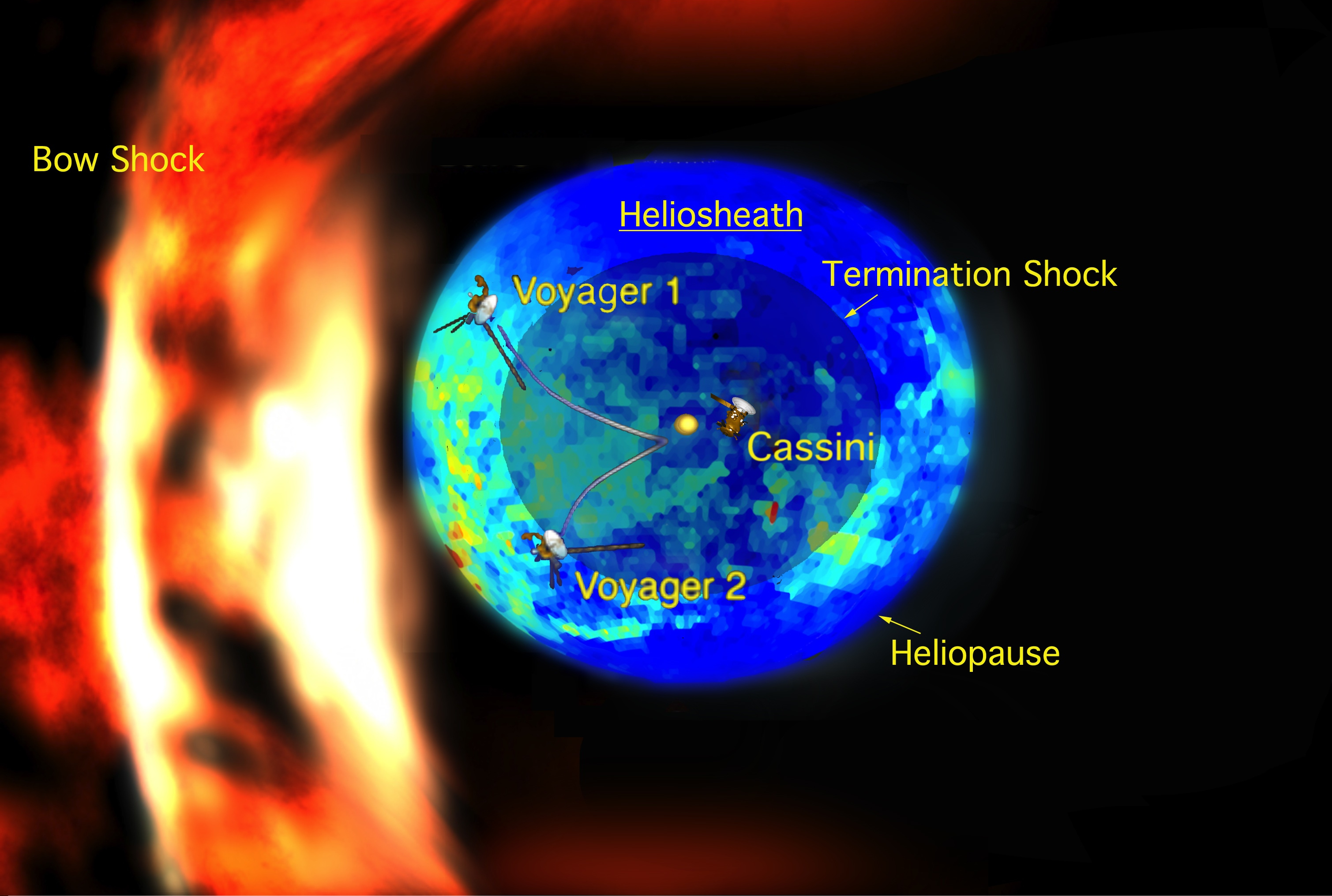
Posición de las sondas Voyager en el sistema solar (2005).

Frente de choque de terminación o choque de terminación (en inglés terminal shock) es el límite de uno de los últimos bordes exteriores de la influencia del Sol. Es un área o región más o menos esférica alrededor de la estrella donde el viento solar reduce su velocidad a causa de las interacciones con el medio interestelar local que se encuentra a su paso, en la región conocida como heliosfera.
El choque de terminación está situado entre 75 y 90 unidades astronómicas del Sol, si bien es una aproximación ya que se expande, contrae o arruga por cambios en la velocidad y presión del viento solar. 
El límite externo del choque de terminación se denomina heliopausa, donde se entiende que empieza el viento o gas interestelar y finaliza el viento solar además del propio sistema solar. Entre el choque de terminación y la heliopausa existe una vasta y turbulenta extensión, conocida como heliofunda, donde se acumula el viento solar al presionar contra la materia interestelar.

## Ondas de choque
Este efecto se produce porque las partículas del viento solar se emiten a velocidades de unos 400 km/s mientras que la velocidad del sonido en el medio interestelar es de 100 km/s, dependiendo de la densidad. El gas o materia interestelar que rodea a las estrellas tiene una densidad muy baja, pero su presión es constante. La presión del viento solar disminuye con el cuadrado de la distancia a la estrella. Según se aleja progresivamente del Sol, la presión del gas interestelar logra frenar abruptamente el viento solar por debajo de la velocidad del sonido, provocando su compresión, aumento de densidad y de temperatura y un cambio en el campo magnético.

## Sondas Voyager
A mediados de 2002 una sonda espacial por primera vez en la historia, la Voyager 1, detectó un incremento repentino en la fuerza del campo magnético del viento solar, además de una supuesta reducción de su velocidad, y a finales de 2004 alcanzó la región. El 24 de mayo de 2005 la NASA confirmó que estaba ya entre el choque de terminación y la heliopausa, entrando en la heliofunda. La Voyager 2 lo alcanzó en agosto de 2007.